# Michael Christiansen (atlet)
 Der er flere personer med dette navn, se Michael Christiansen (flertydig).
Michael Christiansen (født 1967) er en dansk tidligere atlet fra Københavns IF senere i Frederiksberg IF, Amager Atletik Club. 
Han var en af Danmarks bedste mellemdistanceløbere i starten af 1990'erne, hvor han vandt tre danske mesterskaber på 800 meter indendørs og et udendørs. På 4 km cross vandt han både individuelt og for hold 1990. Desuden DM-guld på 4 x 800 meter sammen med Aksel Rosenlund, Mogens Guldberg og Robert Kiplagat 1994.

## Danske mesterskaber
- Bronze 1998 3000 meter inde
- Sølv 1996 3000 meter inde
- Guld 1994 4 x 800 meter 7,32,00
- Guld 1993 800 meter inde
- Guld 1992 800 meter inde
- Sølv 1991 800 meter
- Guld 1990 800 meter inde
- Guld 1990 4 km cross
- Guld 1990 4 km cross - hold

## Personlige rekorder
- 400 meter: 50.0 Hvidovre 5. juli 1990
- 800 meter: 1.50.90 Frederiksberg 21. august 1990.
- 1000 meter: 2.30.13 Herlev 29. maj 1991
- 1500 meter: 3.49.87 Østerbro 27. juli 1989.
- 3000 meter 8.36.66 Østerbro 1. maj 1988
- 5000 meter: 14.53.31 Lyngby 1. juni 1996